# 島根県立少年自然の家
島根県立少年自然の家（しまねけんりつしょうねんしぜんのいえ）は、島根県江津市松川町にある島根県立宿泊研修施設。学校利用の他、家族利用や学生の利用、一般や企業研修等にも利用可能。
自然探求や野外活動を通じて豊かな情操を養うとともに、集団宿泊生活を通して規律・協同・友愛・奉仕の尊さを体験的に学ぶなど、学校や家庭では得がたい体験活動により、心身ともにたくましい少年を育成することを目的として、昭和50年に江津市に設立された。
室神山(通称浅利富士)の中腹、標高125ｍの美しい森林に囲まれた地にあり、東部浅利富士に連なる。南部に島ノ星山(通称星高山)を仰ぎ、西部には東西に江の川が日本海に注ぎ、三角州に広がる江津市を遠望することができる。
周囲は松林に囲まれ、四季折々の草花やキノコも多く、自然観察や探索に適し、山陰には珍しく降水量が少なく野外活動の適地となっている。

## 沿革
- 1972年（昭和47年）5月-日 島根県教育委員会で「県立少年自然の家」設置の方針決定
- 1972年（昭和47年）11月-日 島根県教育委員会で設置場所を江津市と決定
- 1975年（昭和50年）1月-日 第1期工事(管理棟、食堂棟、宿泊棟)完工
- 1975年（昭和50年）4月-日 条例に基づき「県立少年自然の家」維持管理を島根県教育文化財団に委託
- 1975年（昭和50年）5月-日 開所式挙行、一部事業開始
- 1975年（昭和50年）12月-日 つどいの広場・駐車場・第1キャンプ場の整地工事完了
- 1976年（昭和51年）3月-日 第1キャンプ場管理棟・便所・カマド完工
- 1976年（昭和51年）6月-日 第1キャンプ場びらき開催
- 1976年（昭和51年）12月-日 第2期工事完工、体育館びらき開催、キャンプ場びらき開催、一畑電鉄から廃車バス5台寄贈、自由工作基地完成
- 1977年（昭和52年）5月-日 第2回子どもフェスティバルで所旗・所歌(歌詞)制定
- 1977年（昭和52年）10月-日 陶芸窯場完成(江津ロータリークラブ寄贈)
- 1978年（昭和53年）4月-日 3周年記念子どもフェスティバルで所歌(歌曲)を制定
- 1978年（昭和53年）7月-日 進入道路市道舗装工事完了(江津市)
- 1979年（昭和54年）5月-日 4周年・国際児童年記念子どもフェスティバル開催
- 1980年（昭和55年）3月-日 身障者用浴室・便所の新設・宿泊棟入口・食堂入口のスロープ新設工事完了
- 1980年（昭和55年）5月-日 開所5周年記念子どもフェスティバル開催

- 1995年（平成7年）-年-日 管理・研修棟，食堂・浴室棟が完成
- 1997年（平成9年）-月-日 宿泊棟が完成
- 2000年（平成12年）4月-日 野外炊飯・トイレ棟、ケビン棟、テントサイト、ファイヤー場がリニューアルオープン

## 施設

### 宿泊棟
- 水星棟、金星棟、火星棟、木星棟、土星棟(5棟 各35人)
- 地球棟(1棟 身障者対応 和室4人、洋室2人)

※各棟にユニットバス、テレビ、冷水機、簡易金庫有

### ケビン棟
- 研修者用ケビン棟(10棟 各6人)
- 指導者用ケビン棟(2棟 各2人)

※指導者用のみ簡易金庫等有、炊飯場、トイレ、シャワー室有
- テント(8張 各4人)

### 研修室
- 第1研修室(90人)
- 第2研修室(60人)

※第1研修室と第2研修室は、共通利用が可能
※長机57台，椅子171脚、視聴覚機器有
- 第3研修室(30人)

※長机9台，椅子27脚、視聴覚機器有
- 食堂(196人)
- 第1浴室(24人)
- 第2浴室(33人)

### 創作棟
- 創作室(作業机12台 100人)
- 第4研修室(作業机8台 50人)
- 第5研修室(50人)

### 体育館
- 室内アスレチック等遊具(常設)
- バレーコート(1面)
- バドミントンコート(2面)

### 野外施設
- 第1炊飯場(かまど12組24基 180人)
- 第2炊飯場(かまど6組 60人)
- キャンプファイヤー場
  - 第1ファイヤー場(200人)
  - 第2ファイヤー場(150人)
  - 第3ファイヤー場(100人)
- アスレチックコース
  - 冒険の森(約2km)
  - 肝試しコース(3コース)
  - 浅利富士登山コース(往復約3km)
  - みんなの森コース(多目的)
  - 自然観察道コース(多目的)
  - どんぐりの森(多目的)
  - どんぐりの谷(多目的)

## 主な体験活動

### 野外活動
冒険の森、冒険の森(ショートコース)、やぐらづくり、GGG(ごうつグループワークゲーム)、スコアオリエンテーリング、グリーンオリエンテーリング、イモームとかくれんぼ、浅利富士登山、自然散策、サイクリング、軽スポーツ(グランドゴルフ・ハイキング)、ナイトハイク、星空観察・天体学習

### 室内活動
火おこし、室内GGG、室内オリエンテーリングGGG、室内探検ビンゴ、室内イモームとかくれんぼ、室内肝だめし、カプラ(KAPLA)、ニュースポーツ(クッブ・キャッチボール・ニチレクボール)、キャンドルのつどい、光の芸術、冒険の森地図づくり

### 炊飯活動
カレーライス、田舎鍋、バーベキュー、手打ちうどん

### 創作活動
陶芸(粘土からの制作)、ウグイス笛、ブンブンごま、竹鉄砲、ペンダント、目玉っちキーホルダー、どんぐり松ぼっくり工作、森の写真立て、森のかべかけ、草花のたたき染め、葉っぱスタンプ、ストーンアート、流木アート、オリジナル缶バッジ

## 主な料金
- 施設使用料　1人宿泊1日あたり、高校生以下無料。大人県内1,050円、県外1,580円。

※ただし、高校生以下シーツ代160円、大人は施設使用料に含まれる。
※１日研修にかかわる施設使用料あり（宿泊使用の場合は，かからない。）
- 食事代(定食の場合)

小学生以下　460円(朝食)、590円(昼食)、590円(夕食)、計1,640円
中学生以上　490円(朝食)、590円(昼食)、610円(夕食)、計1,690円
- 活動教材費

ウェブサイトを参照。

## 利用方法

### 利用できるグループ
- 幼・保・小・中・高・大学・各種学校等の団体およびグループ・サークル
- 青少年教育指導者および青少年育成関係者とその団体
- 青年団体、地域・職場等の団体およびグループ・サークル
- 企業・官公庁等の研修
- 家族、その他のグループ

※高校生以下のグループには，大人（社会人）の引率が必要。

### 利用条件(主なもの)
- 利用には、事前に活動計画の提出が必要で利用申込書の提出により正式な受付・承諾としていて、利用日の1ヶ月前までに提出。
- 毎週月曜日(変更する場合あり。)、国民の祝日・休日、12月28日〜1月4日は休館。所長が必要と認めるときは，休所日を開所日にできる。